# Система університетів Алабами
Система університетів Алабами (англ. The University of Alabama System) — складається з трьох громадських університетів Алабами. До складу системи університетів входять:
- Університет Алабами в Бірмінгемі (UAB).
- Університет Алабами в Гантсвіллі (UAH).
- Університет Алабами (UA).

Загалом, в університетах навчається понад 55 тисяч студентів, з яких більш ніж 30 тис. в Таскалуса, близько 18 тис. в Бірмінгемі, та 7600 в Гантсвіллі. Система університетів фінансується за рахунок штату, плати за навчання, державних і приватних грантів, контрактів, а також доходів від UAB Health System.